# Contea di Jeungpyeong
La contea di Jeungpyeong (Jeungpyeong-gun; 증평군; 曾坪郡) è una delle suddivisioni della provincia sudcoreana del Nord Chungcheong.